# El Aiune
El Aiune ou Laiune (em árabe: العيون; romaniz.: al ʿAīūn ou al-`Ayyūn ["as fontes" ou "os olhos"]; em tifinague: ⵍⵄⵢⵓⵏ; em castelhano: El Aaiún, El Aiún ou El Ayún; em francês: Laâyoune) é a maior cidade do Saara Ocidental, administrada de facto por Marrocos, que a considera parte do seu território, sendo ao mesmo tempo reivindicada como capital de jure da República Árabe Saarauí Democrática. Na prática, é capital da província homónima, que faz parte da região de El Aiune-Saguia el Hamra. Em 2024 o município tinha uma área de 83,6 km² e 262 791 habitantes.
A cidade está localizada no Saara Ocidental, um território onde a legitimidade da administração marroquina não é reconhecida por muitos países nem pela Organização das Nações Unidas (ONU).

## Localização
Situada num oásis à beira do uede Seguiat El Hamra (ou Saguia/Sakia El Hamra), no vale do mesmo nome, onde recentemente foi construída uma barragem, a cidade situa-se 20 km a oeste da costa atlântica (Foum el-Oued), 307 km a sudoeste de Tan-Tan, 490 km a sudoeste de Sidi Ifni, 640 km a sudoeste de Agadir, 1 080 km a sudoeste de Casablanca, 190 km a nordeste de Bojador e 530 km a nordeste de Dakhla.

## História
O primeiro assentamento permanente em El Aiune foi um posto militar de vigilância pertencente à tribo Izarguien. Os espanhóis só ocuparam efetivamente a região a partir da década de 1930 (1932 ou 1934, conforme as fontes) e a cidade foi fundada oficialmente em 1938 pelo tenente Antonio de Oro, mas só cresceria na década seguinte e pouco mais era que um vilarejo quando foi ocupada por Marrocos na década de 1970.
A maior parte dos habitantes é originária de Marrocos, que povoaram a região após a chamada Marcha Verde, nome dado pelos marroquinos ao movimento de ocupação do Saara Ocidental ocorrido em 1975, mas existe uma minoria significativa sarauís.
Uma missão das Nações Unidas chamada MINURSO administra o cessar-fogo entre Marrocos e a Frente Polisário, que lutou contra a ocupação marroquina após declarar a região como estado independente.
Na primavera de 2005, a intifada pela independência e libertação de prisioneiros políticos agitou a cidade e a tendência de abertura política no território desmoronou-se. Houve então várias expulsões de jornalistas estrangeiros e de delegações de direitos humanos. Na Argélia há um campo de refugiados saarianos chamado El Aiune.

## Clima
| Dados climatológicos para El Aiune | Dados climatológicos para El Aiune | Dados climatológicos para El Aiune | Dados climatológicos para El Aiune | Dados climatológicos para El Aiune | Dados climatológicos para El Aiune | Dados climatológicos para El Aiune | Dados climatológicos para El Aiune | Dados climatológicos para El Aiune | Dados climatológicos para El Aiune | Dados climatológicos para El Aiune | Dados climatológicos para El Aiune | Dados climatológicos para El Aiune | Dados climatológicos para El Aiune |
| Mês                                | Jan                                | Fev                                | Mar                                | Abr                                | Mai                                | Jun                                | Jul                                | Ago                                | Set                                | Out                                | Nov                                | Dez                                |                                    |
| ---------------------------------- | ---------------------------------- | ---------------------------------- | ---------------------------------- | ---------------------------------- | ---------------------------------- | ---------------------------------- | ---------------------------------- | ---------------------------------- | ---------------------------------- | ---------------------------------- | ---------------------------------- | ---------------------------------- | ---------------------------------- |
| Temperatura máxima média (°C)      | 22,0                               | 22,6                               | 23,7                               | 23,9                               | 25,4                               | 26,4                               | 28,8                               | 29,6                               | 29,2                               | 28,1                               | 25,0                               | 20,5                               |                                    |
| Temperatura média (°C)             | 16,0                               | 16,7                               | 17,9                               | 18,6                               | 20,3                               | 21,4                               | 23,3                               | 23,9                               | 23,3                               | 22,3                               | 20,1                               | 15,4                               |                                    |
| Temperatura mínima média (°C)      | 10,0                               | 10,8                               | 12,2                               | 13,4                               | 15,2                               | 16,5                               | 17,9                               | 18,3                               | 17,4                               | 16,6                               | 15,3                               | 10,3                               |                                    |
| Chuva (mm)                         | 3                                  | 2                                  | 1                                  | 1                                  | 0                                  | 1                                  | 0                                  | 0                                  | 0                                  | 4                                  | 7                                  | 8                                  |                                    |
| Fonte: Climate-data.com            |                                    |                                    |                                    |                                    |                                    |                                    |                                    |                                    |                                    |                                    |                                    |                                    |                                    |

## Demografia
Segundo o censo Marroquino de 2014, a cidade tinha 217 732 habitantes.

### Evolução demográfica

#### Durante o período Espanhol
Segundo os censos realizados pelas autoridades Espanholas, a população da cidade era a seguinte:
| Cidade de: | Etnias    | 1970   | 1967   | 1960  | 1950  | 1940 |
| ---------- | --------- | ------ | ------ | ----- | ----- | ---- |
| El Aaiún   | saarauís  | 12 229 | 9 688  | 2 644 | 1 191 | -    |
| El Aaiún   | Espanhóis | 12 290 | 6 631  | 2 607 | 168   | -    |
| El Aaiún   | Total     | 24 519 | 16 319 | 5 251 | 1 359 | 143  |

#### Após o período Espanhol
Segundo os censos realizados pelas autoridades Marroquinas, a população da cidade era a seguinte:
| Cidade de: | 2024    | 2014    | 2004    | 1994    | 1982   |
| ---------- | ------- | ------- | ------- | ------- | ------ |
| El Aiune   | 262 791 | 217 732 | 183 691 | 136 950 | 93 875 |